# Gare de Batz-sur-Mer
Gare de Batz-sur-Mer – przystanek kolejowy w Batz-sur-Mer, w departamencie Loara Atlantycka, w regionie Kraj Loary, we Francji.
Jest przystankiem kolejowym Société nationale des chemins de fer français (SNCF), obsługiwanym przez pociągi TER Pays de la Loire.